# Johnson (soccer)
Pour les articles homonymes, voir Johnson.
Johnson est un joueur américain de soccer. 

## Biographie
Avec l'équipe locale de Saint-Louis la St. Rose Parish, il participe au tournoi olympique de football de 1904 en tant qu'ailier gauche. Il ne participe pas au match contre le Galt FC mais joue contre le Christian Brothers College High School (en) en remplaçant Thomas Cooke sorti sur blessure. L'équipe remporte la médaille de bronze à l'issue du tournoi.